# بیمارستان قائم (فیروزآباد)
بیمارستان قائم بیمارستانی است درمانی واقع در شهر فیروزآباد، استان فارس وابسته به دانشگاه علوم پزشکی شیراز با ظرفیت ۱۴۱ تخت فعال که در سال ۱۳۴۵ شمسی تأسیس گردید.
بخش‌های بستری موجود در این بیمارستان عبارتند از: CCU ,ICU جنرال، اطفال، جراحی عمومی، داخلی، چشم، جراحی زنان و زایمان، ارولوژی، ارتوپدی، ENT، جراحی مغز و اعصاب، اورژانس، NICU، پست پارتوم و زایشگاه